# Stenelos (syn Kapaneusa)
Stenelos (Σθένελος) – w mitologii greckiej syn Kapaneusa i Euadne.
Po Ifisie, swoim wuju lub dziadku, odziedziczył trzecią część królestwa Argos. Jako jeden z wodzów wziął udział w wyprawie Epigonów przeciwko Tebom. Był jednym z zalotników Heleny i w związku z tym uczestniczył w wojnie trojańskiej. Był bliskim przyjacielem Diomedesa i woźnicą jego rydwanu. Miał być jednym z wojowników, którzy znaleźli się w koniu trojańskim. Po zakończeniu zmagań wojennych powrócił do Argos.
Miał dwóch synów: Kylarabesa, który objął później rządy w Argos, i Kometesa, który uwiódł żonę Diomedesa Ajgialeję.